# Episodi de L'allegra banda di Nick (sesta stagione)
La sesta stagione della serie televisiva L'allegra banda di Nick è stata trasmessa in anteprima in Canada dalla CBC Television tra il 18 settembre 1977 e il 7 maggio 1978.
| nº | Titolo originale       | Titolo italiano | Prima TV Canada   | Prima TV Italia |
| -- | ---------------------- | --------------- | ----------------- | --------------- |
| 1  | Raging Crane           |                 | 18 settembre 1977 |                 |
| 2  | The Last Viking        |                 | 25 settembre 1977 |                 |
| 3  | Angel of Mercy         |                 | 2 ottobre 1977    |                 |
| 4  | The Only Greek in Town |                 | 9 ottobre 1977    |                 |
| 5  | Steelhead              |                 | 16 ottobre 1977   |                 |
| 6  | The Hunt               |                 | 23 ottobre 1977   |                 |
| 7  | Skelton in the Closet  |                 | 30 ottobre 1977   |                 |
| 8  | Gravy Train            |                 | 6 novembre 1977   |                 |
| 9  | Wolf Song              |                 | 13 ottobre 1977   |                 |
| 10 | The Gibsonosaurus      |                 | 20 novembre 1977  |                 |
| 11 | Fire In The Hole       |                 | 27 novembre 1977  |                 |
| 12 | Georgia Strait         |                 | 11 dicembre 1977  |                 |
| 13 | Deadhead               |                 | 8 gennaio 1978    |                 |
| 14 | The Patriarch (Part 1) |                 | 26 febbraio 1978  |                 |
| 15 | The Patriarch (Part 2) |                 | 5 marzo 1978      |                 |
| 16 | Just Married           |                 | 12 marzo 1978     |                 |
| 17 | Mandrake               |                 | 19 marzo 1978     |                 |
| 18 | Two Masters            |                 | 2 aprile 1978     |                 |
| 19 | A Matter of Language   |                 | 9 aprile 1978     |                 |
| 20 | Aunt Rita              |                 | 30 aprile 1978    |                 |
| 21 | Pax                    |                 | 7 maggio 1978     |                 |